# 佐原秀樹
佐原 秀樹（さはら ひでき、1978年5月15日 - ）は、神奈川県横浜市出身のサッカー指導者、元サッカー選手。ポジションはディフェンダー (DF)。

## 経歴
小学生の頃に日産自動車サッカー部（現横浜F・マリノス）の下部組織で本格的にサッカーを始める。マリノスジュニアユース同期には高田保則、中村俊輔がいた。1992年のU-15高円宮杯で優勝、U-15クラブユース選手権では1992年及び1993年に連覇。
ユースへの昇格が内定していたが全国高校選手権への憧れから、1994年に桐光学園高等学校へ進学。1年時からAチームに入り 3年時にはキャプテンを務め、中村、宇留野純、井手口純らと共にチームを1996年度選手権の準優勝に導いた。高校選抜にも選出。
1997年に高校を卒業。複数のオファーを受ける中で、関東圏でのプレーとブラジルへの留学という条件に惹かれてJFL・川崎フロンターレへ入団。同年、当時川崎と業務提携していたグレミオへと留学。ジュニオール（ユース）に登録され、チームメートにはロナウジーニョがいた。1998年に復帰し、1999年には同年発足のJリーグディビジョン2で中西哲生、森川拓巳と3バックを組み、リーグ最小失点での優勝及びJ1昇格に貢献した。2000年も開幕からレギュラーとして出場を続けていたが、練習中の負傷及び2度の手術によって長期離脱を強いられ、以後約2年間公式戦に出場できなかった。
2002年に戦線復帰したが、佐原の離脱中に川崎では伊藤宏樹や箕輪義信が主力に定着。岡山一成も移籍加入したことで2003年にはベンチ入りも出来なかった。2004年から再び出場機会を掴み始めたが、入院生活やリハビリ期間を共に過ごした寺田周平 が伊藤、箕輪と3バックを構築したため、佐原は4番手となる時期が長く続いた。セットプレー時には長身を活かすべく前線に上がり、空中戦の強さを発揮。2005年のJ1第29節浦和戦では決まれば勝ち越しとなるヘディングシュートを突き刺したが、家本政明主審によって取り消された。2006年には負傷の寺田に代わって本職ではない3バックの中央（リベロ）をこなすなど、貴重な守備のバックアッパーだった。なお、この年限りで佐原と同様に1997年から川崎に在籍していた長橋康弘が引退したため、佐原がチーム創設時以来唯一の最古参選手となった。
2008年、FC東京に期限付き移籍。当初は不慣れな環境とプロ入り以来初となる4バックの布陣に戸惑ったが、その高さは重宝され センターバックとして先発フル出場を続けた。古巣・川崎との対戦では、高校時代以来となる主将を任されるなど、守備の要として絶大な存在感を発揮。同年終盤からグロインペイン症候群による股関節痛が表面化したが、懸命にプレーを続け レギュラーを死守した。この年は自身初のリーグ戦複数得点と公式戦過去最多出場を記録。シーズン終了後に移籍期間延長が発表された。2009年は股関節から膝にかけて痛みが広がる中、川崎とのナビスコカップ決勝に勝利し、自身プロ入り後初のタイトルを獲得した。
移籍期間を満了し、2010年より川崎フロンターレへ復帰。この年は、開幕前の左肩鎖関節脱臼 や内転筋痛も加わって満身創痍となる中で 9試合に出場。その中にはプロ入り後14年目にして高校の同期である中村俊輔との初対決もあった。リーグ戦終了後に現役引退を表明。寺田と同じタイミングでの引退だった。
2011年からは川崎で育成・普及コーチを務める。2012年、JFA公認B級コーチライセンスを取得。

## 所属クラブ
ユース経歴
- 日産FCプライマリー[2] (横浜市立寺尾小学校[1])
- 横浜マリノスJr.ユース[2] (横浜市立生麦中学校[1])
- 1994年 - 1996年 桐光学園高等学校[2]

プロ経歴
- 1997年 - 2010年  川崎フロンターレ
  - 1997年  グレミオFBPA (留学)
  - 2008年 - 2009年  FC東京 (期限付き移籍)

## 個人成績
| 国内大会個人成績 | 国内大会個人成績 | 国内大会個人成績 | 国内大会個人成績 | 国内大会個人成績             | 国内大会個人成績 | 国内大会個人成績 | 国内大会個人成績 | 国内大会個人成績 | 国内大会個人成績 | 国内大会個人成績 | 国内大会個人成績 |
| 年度             | クラブ           | 背番号           | リーグ           | リーグ戦                     | リーグ戦         | リーグ杯         | リーグ杯         | オープン杯       | オープン杯       | 期間通算         | 期間通算         |
| 年度             | クラブ           | 背番号           | リーグ           | 出場                         | 得点             | 出場             | 得点             | 出場             | 得点             | 出場             | 得点             |
| 日本             | 日本             | 日本             | 日本             | リーグ戦                     | リーグ戦         | リーグ杯         | リーグ杯         | 天皇杯           | 天皇杯           | 期間通算         | 期間通算         |
| ---------------- | ---------------- | ---------------- | ---------------- | ---------------------------- | ---------------- | ---------------- | ---------------- | ---------------- | ---------------- | ---------------- | ---------------- |
| 1997             | 川崎             | 30               | 旧JFL            | 0                            | 0                | -                | -                | -                | -                | 0                | 0                |
| ブラジル         | ブラジル         | ブラジル         | ブラジル         | リーグ戦                     | リーグ戦         | ブラジル杯       | ブラジル杯       | オープン杯       | オープン杯       | 期間通算         | 期間通算         |
| 1997             | グレミオ         |                  |                  |                              |                  |                  |                  |                  |                  |                  |                  |
| 日本             | 日本             | 日本             | 日本             | リーグ戦                     | リーグ戦         | リーグ杯         | リーグ杯         | 天皇杯           | 天皇杯           | 期間通算         | 期間通算         |
| 1998             | 川崎             | 3                | 旧JFL            | 14                           | 0                | 3                | 0                | 1                | 0                | 18               | 0                |
| 1999             | 川崎             | 3                | J2               | 28                           | 1                | 2                | 0                | 2                | 0                | 32               | 1                |
| 2000             | 川崎             | 3                | J1               | 5                            | 0                | 0                | 0                | 0                | 0                | 5                | 0                |
| 2001             | 川崎             | 3                | J2               | 0                            | 0                | 0                | 0                | 0                | 0                | 0                | 0                |
| 2002             | 川崎             | 3                | J2               | 13                           | 1                | -                | -                | 2                | 0                | 15               | 1                |
| 2003             | 川崎             | 3                | J2               | 0                            | 0                | -                | -                | 0                | 0                | 0                | 0                |
| 2004             | 川崎             | 3                | J2               | 22                           | 1                | -                | -                | 1                | 0                | 23               | 1                |
| 2005             | 川崎             | 3                | J1               | 23                           | 0                | 3                | 0                | 1                | 0                | 27               | 0                |
| 2006             | 川崎             | 3                | J1               | 15                           | 0                | 6                | 0                | 1                | 0                | 22               | 0                |
| 2007             | 川崎             | 3                | J1               | 13                           | 0                | 2                | 0                | 0                | 0                | 15               | 0                |
| 2008             | FC東京           | 3                | J1               | 28                           | 2                | 2                | 0                | 4                | 0                | 34               | 2                |
| 2009             | FC東京           | 3                | J1               | 7                            | 0                | 5                | 0                | 3                | 1                | 15               | 1                |
| 2010             | 川崎             | 3                | J1               | 7                            | 0                | 1                | 0                | 1                | 0                | 9                | 0                |
| 通算             | 日本             | 日本             | J1               | 98                           | 2                | 19               | 0                | 10               | 1                | 127              | 3                |
| 通算             | 日本             | 日本             | J2               | 63                           | 3                | 2                | 0                | 5                | 0                | 70               | 3                |
| 通算             | 日本             | 日本             | 旧JFL            | 14                           | 0                | 3                | 0                | 1                | 0                | 18               | 0                |
| 通算             | ブラジル         | ブラジル         |                  | \|\|\|\|\|\|\|\|\|\|\|\|\|\| |                  |                  |                  |                  |                  |                  |                  |
| 総通算           | 総通算           | 総通算           | 総通算           | \|\|\|\|\|\|\|\|\|\|\|\|\|\| |                  |                  |                  |                  |                  |                  |                  |

| 国際大会個人成績 | 国際大会個人成績 | 国際大会個人成績 | 国際大会個人成績 | 国際大会個人成績 |
| 年度             | クラブ           | 背番号           | 出場             | 得点             |
| AFC              | AFC              | AFC              | ACL              | ACL              |
| ---------------- | ---------------- | ---------------- | ---------------- | ---------------- |
| 2007             | 川崎             | 3                | 2                | 0                |
| 2010             | 川崎             | 3                | 0                | 0                |
| 通算             | AFC              | AFC              | 2                | 0                |

- J2リーグ初出場 - 1999年4月4日 J2第4節 vsFC東京 (等々力)[2]
- J2リーグ初得点 - 1999年5月5日 J2第10節 vs大分トリニータ (等々力)[2]
- J1リーグ初出場 - 2000年3月11日 J1第1節 vsアビスパ福岡 (博多球)[8]
- J1リーグ初得点 - 2008年6月29日 J1第14節 vsジェフユナイテッド千葉 (味の素)

## 指導歴
- 2011年 - 川崎フロンターレ
  - 2011年 - 2012年 育成・普及コーチ / アバンテクラスリーダー[28]
  - 2013年 U-12 コーチ[29]
  - 2014年 - 2017年 U-12 監督[30]
  - 2018年 - 2019年 U-12 コーチ
  - 2020年 - 2024年 U-18 コーチ
  - 2025年 - トップチーム コーチ

## タイトル

### クラブ
横浜マリノスジュニアユース
- 高円宮杯全日本ユース(U-15)サッカー選手権大会 (1992年)
- 日本クラブユースサッカー選手権 (U-15)大会 (1992年, 1993年)

川崎フロンターレ
- Jリーグ ディビジョン2 (1999年, 2004年)
- Jリーグカップ (2009年)